# Neolepetopsidae
Neolepetopsidae is een familie van weekdieren uit de klasse van de Gastropoda (slakken).

## Geslachten
- Eulepetopsis McLean, 1990
- Neolepetopsis McLean, 1990
- Paralepetopsis McLean, 1990